# Odax
Odax – rodzaj morskich ryb okoniokształtnych z rodziny Odacidae.

## Klasyfikacja
Gatunki zaliczane do tego rodzaju:
- Odax cyanoallix
- Odax pullus

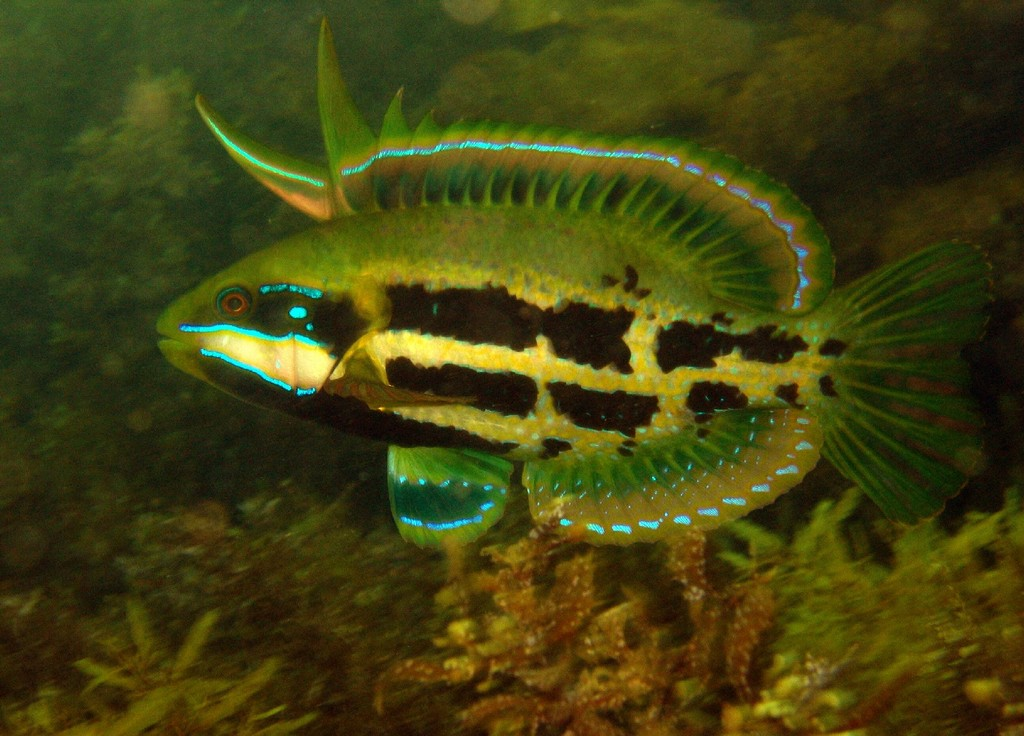
Odax acroptilus